# Корнеев, Тимофей Гаврилович
Тимофей Гаврилович Корнеев (18 февраля 1898, дер. Королёво, Смоленский уезд, Смоленская губерния — 20 июня 1945, дер. Шмольц, Нижняя Силезия, Польская Республика) — советский военачальник, генерал-майор (4 июня 1940 года).

## Начальная биография
Тимофей Гаврилович Корнеев родился 18 февраля 1898 года в деревне Королёво Смоленской губернии. Работал на железнодорожной станции Минск ремонтным рабочим и табельщиком.

## Военная служба

### Первая мировая и гражданская войны
В феврале 1917 года был призван в ряды Русской императорской армии, служил рядовым  136-го запасного пехотного полка в Дорогобуже. С апреля в рядах 111-го Донского пехотного полка 28-й пехотной дивизии 20-го армейского корпуса воевал на Западном фронте.
В марте 1918 года был демобилизован из армии, после чего работал заведующим делопроизводством Народного комиссариата народного просвещения в Москве.
В феврале 1919 года был призван в ряды РККА, после чего служил красноармейцем в 145-м стрелковом полку (Западный фронт). В апреле того же года направлен на учёбу на Киевские командные курсы Южного фронта, а затем был переведён на Смоленские командные курсы. Во время учёбы в составе сводных отрядов курсантов участвовал в боях против войск генерала А. И. Деникина и банд атамана Зелёного. После окончания курсов в июне 1920 года направлен в 1-ю Конную армию, в составе которой на должностях командира взвода 1-го запасного кавалерийского полка и командира эскадрона 15-го кавалерийского полка принимал участие в боевых действиях против войск под командованием генерала П. Н. Врангеля, а также против повстанцев на территории Украины.

### Межвоенное время
В феврале 1921 года назначен на должность инструктора 1-го запасного кавалерийского полка (1-я Конная армия). Вскоре направлен на учёбу на Смоленские высшие объединённые курсы, после окончания которых в сентябре 1922 года направлен в 8-й кавалерийский полк (8-я стрелковая дивизия). В феврале 1923 года был переведён в 7-ю кавалерийскую дивизию (Западный военный округ), где служил на должностях командира эскадрона 40-го кавалерийского полка и помощника командира 38-го кавалерийского полка.
В сентябре 1924 года назначен на должность командира 5-го отдельного кавалерийского эскадрона (5-я стрелковая дивизия), а в декабре 1925 года вновь направлен в 7-ю кавалерийскую дивизию, где служил на должностях командира кавалерийского дивизиона 38-го кавалерийского полка, начальника команды одногодичников дивизии и начальника штаба 39-го кавалерийского полка.
После окончания кавалерийских курсов усовершенствования командного состава в Новочеркасске в январе 1932 года Корнеев назначен на должность помощника начальника сектора командного управления Главного управления РККА, а в 1933 году — на должность командира 2-го кавалерийского полка в составе 1-й кавалерийской дивизии.
В июне 1937 года назначен на должность помощника начальника 10-го сектора командного управления РККА по Монголии. В декабре того же года направлен в специальную командировку в МНР, где служил на должностях инструктора в Монгольской народно-революционной армии, а затем военным советником при маршале Х. Чойбалсане. Принимал участие в оперативном руководстве боевыми действиями на реке Халхин-Гол, участвовал в боях против противника под командованием генерала Мититаро Комацубара в районе Баян-Цаган. В справке для наркома обороны СССР за август 1940 года отмечалось: «Генерал-майор Корнеев Т. Г. был в МНР, работал в качестве главного военного советника МНРА. По отзывам т. Жукова и Отдела специальных заданий Генерального штаба Красной Армии работал хорошо. За Халхин-Гольскую операцию награждён орденом Красной Звезды и орденом Красного Знамени МНР».
После возвращения из командировки в августе 1940 года назначен на должность командира 127-й стрелковой дивизии, сформированной в Харьковском военном округе на базе убывшей в Прибалтику 23-й стрелковой дивизии. Дислоцировалась в городах Харьков, Чугуев, Богодухов, а в мае 1941 года была передислоцирована в Ржищевские лагеря под Киевом.

### Великая Отечественная война
С началом войны находился на прежней должности. Дивизия под командованием Корнеева в июле 1941 года в составе 25-го стрелкового корпуса была включена в Западный фронт и вскоре в составе 34-го стрелкового корпуса (19-я армия) принимала участие в боевых действиях в ходе Смоленского сражения. 18 июля 127-я стрелковая дивизия участвовала в наступлении с целью отбить ранее оставленный Смоленск и с боем прорвалась на южную окраину Смоленска, однако в результате немецкого контрудара 17-й танковой дивизии противника она была окружена. К 20 июля дивизия прорвалась из окружения, при этом командир 17-й танковой дивизии противника генерал-майор К. фон Вебер был смертельно ранен.
В бою 27 июля 1941 года в районе Рудни у переправы через Днепр генерал-майор Корнеев был тяжело ранен в голову, эвакуирован в Москву и затем лечился в госпитале в Куйбышеве, а 127-я стрелковая дивизия 18 сентября того же года получила звание гвардейской.
После излечения в мае 1942 года назначен на должность начальника Житомирского пехотного училища. С июля 1942 года во главе сводной группы курсантских стрелковых полков до передачи их в состав 38-й стрелковой дивизии Корнеев организовал оборону против прорыва 4-й танковой армии противника под командованием генерала Германа Гота на сталинградском направлении. Обороняли позицию около села Тебектенерово. Курсантские полки вместе с другими частями 64-й армии ценой значительных потерь смогли задержать наступление противника, тем самым выиграв время для подхода резервов и помогли сорвать план германского командования по быстрому окружению советских войск и полному захвату Сталинграда.
В августе назначен на должность начальника Уфимского пехотного училища, однако уже в декабре 1942 года направлен на учёбу на ускоренный курс Высшей военной академии имени К. Е. Ворошилова. После окончания академии в июле 1943 года назначен на должность заместителя начальника Управления вузов Красной Армии. 
В январе 1944 года направлен на фронт сначала на должность заместителя командира, а уже 29 января — на должность командира 102-го стрелкового корпуса, который во время Проскуровско-Черновицкой наступательной операции прорвал сильно укреплённую оборону противника севернее пгт Ямполь.
В мае 1944 года был ранен. После выздоровления в том же месяце назначен на должность заместителя командующего 13-й армией и вскоре принимал участие в боевых действиях в ходе Львовско-Сандомирской, Висло-Одерской, Берлинской и Пражской наступательных операций. 
Уже после Победы, 20 июня 1945 года, генерал-майор Т. Г. Корнеев при выполнении служебных обязанностей погиб у деревни Шмольц в районе Бреслау (Вроцлав) от взрыва мины. Похоронен во Львове, на холме Славы.

## Воинские звания
- Полковник (24 декабря 1935 года);
- Комбриг (13 июля 1939 года);
- Генерал-майор (4 июня 1940 года).

## Награды
- Орден Ленина (21.02.1945);
- Четыре ордена Красного Знамени (1944, 3.06.1944, 3.11.1944, 6.04.1945);
- Орден Кутузова 2-й степени (27.06.1945);
- Орден Красной Звезды (1939);
- Медали.

Иностранные награды:
- Орден Красного Знамени (МНР, 1939).